# F1 Career Challenge
F1 Career Challenge est un jeu vidéo de Formule 1 développé par Image Space Incorporated et édité par Electronic Arts sorti en 2003 sur PlayStation 2, GameCube et Xbox.
Le jeu s'intitule F1 Challenge 99-02 est un jeu sur PC. Il contient les saisons 1999, 2000, 2001 et 2002, mais offre la possibilité de télécharger des saisons, ou des améliorations supplémentaires.

## Système de jeu
Le jeu comporte quatre modes de jeu, Week-end de Grand Prix (essais et course), Championnat (saison complète), Multjoueur (à 2 - et jusqu'à 4 sur GameCube) et Journée de test (entrainement).